# Tenis en los Juegos Asiáticos
El Tenis en los Juegos Asiáticos tuvo su primera aparición en la edición de 1958 en Tokio, Japón en la categoría masculina y mixta y en la edición de 1962 se introdujo la categoría femenil; y ha estado en todas las edición de los juegos excepto en la edición de 1970.
Japón es el que encabeza en medallero histórico y también ha sido el que ha ganado la disciplina en la mayoría de ediciones de los juegos.

## Ediciones
| Edición | Año  | Ciudad Sede | País Sede     | Campeón            |
| ------- | ---- | ----------- | ------------- | ------------------ |
| III     | 1958 | Tokio       | Japón         | Japón              |
| IV      | 1962 | Yakarta     | Indonesia     | Japón              |
| V       | 1966 | Bangkok     | Tailandia     | Japón              |
| VII     | 1974 | Tehran      | Irán          | Japón              |
| VIII    | 1978 | Bangkok     | Tailandia     |                    |
| IX      | 1982 | New Delhi   | India         | Corea del Sur      |
| X       | 1986 | Seoul       | Corea del Sur | Corea del Sur      |
| XI      | 1990 | Beijing     | China         |                    |
| XII     | 1994 | Hiroshima   | Japón         | Japón              |
| XIII    | 1998 | Bangkok     | Tailandia     | Corea del Sur      |
| XIV     | 2002 | Busan       | Corea del Sur | Corea del Sur      |
| XV      | 2006 | Doha        | Catar         | India              |
| XVI     | 2010 | Guangzhou   | China         | República de China |
| XVII    | 2014 | Incheon     | Corea del Sur | República de China |

## Medallero
| #     | País               | Oro | Plata | Bronce | Total |
| ----- | ------------------ | --- | ----- | ------ | ----- |
| 1     | Japón              | 27  | 18    | 34     | 79    |
| 2     | Corea del Sur      | 16  | 20    | 15     | 51    |
| 3     | Indonesia          | 15  | 6     | 21     | 42    |
| 4     | China              | 11  | 16    | 19     | 46    |
| 5     | República de China | 7   | 6     | 7      | 20    |
| 6     | India              | 6   | 5     | 13     | 24    |
| 7     | Tailandia          | 5   | 4     | 8      | 17    |
| 8     | Filipinas          | 3   | 9     | 13     | 25    |
| 9     | Israel             | 1   | 1     | 1      | 3     |
| 10    | Uzbekistán         | 1   | 0     | 6      | 7     |
| 11    | Kazajistán         | 1   | 0     | 1      | 2     |
| 12    | Irán               | 0   | 2     | 2      | 4     |
| 13    | Sri Lanka          | 0   | 1     | 4      | 5     |
| 14    | Pakistán           | 0   | 1     | 2      | 3     |
| 15    | Hong Kong          | 0   | 1     | 0      | 1     |
| 15    | Vietnam del Sur    | 0   | 1     | 0      | 1     |
| 17    | Malasia            | 0   | 0     | 2      | 2     |
| Total | Total              | 96  | 96    | 162    | 354   |